# Malalcahuello

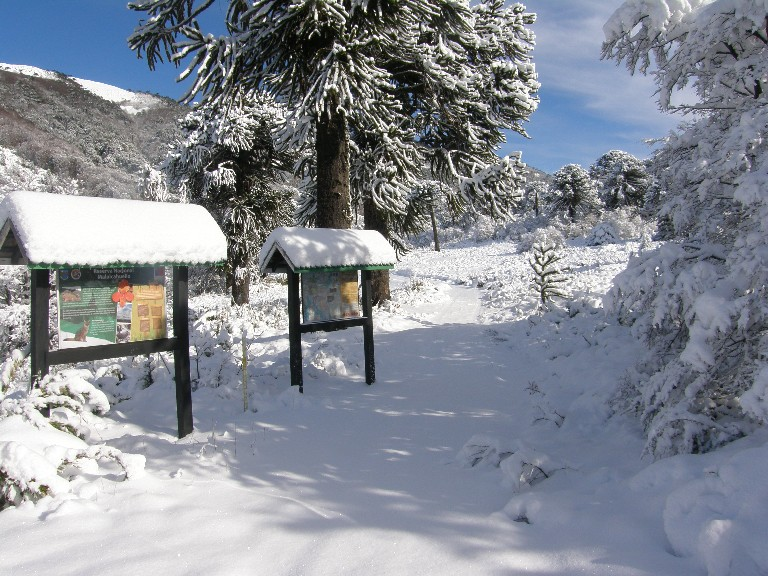
Neve acumulada em Malalcahuello durante o inverno de 2011

Malalcahuello é uma pequena cidade montanhosa, da Província de Malleco, no Chile.
Situada a 972 metros de altitude em relação ao nível do mar, na pré-cordilheira andina, trata-se de um local conhecido por sua exuberante flora de araucárias, possuindo inclusive um parque nacional em suas terras, com o objetivo de preservar esta espécie arbórea. Neste parque está localizado o vulcão Lonquimay, cuja última erupção ocorreu em 1988, perdurando até 1990.